# Estação Central de Estocolmo
Estação Central de Estocolmo (em sueco:  Stockholms Centralstation, Stockholm C) é a maior estação ferroviária da Suécia, cerca de 200.000 visitantes diários, localizada no distrito de Norrmalm de Estocolmo, Suécia. A estação foi inaugurada em 18 de julho de 1871, foi projetada pelo arquiteto Adolf W. Edelsvärd.